# Diocesi di Tournai

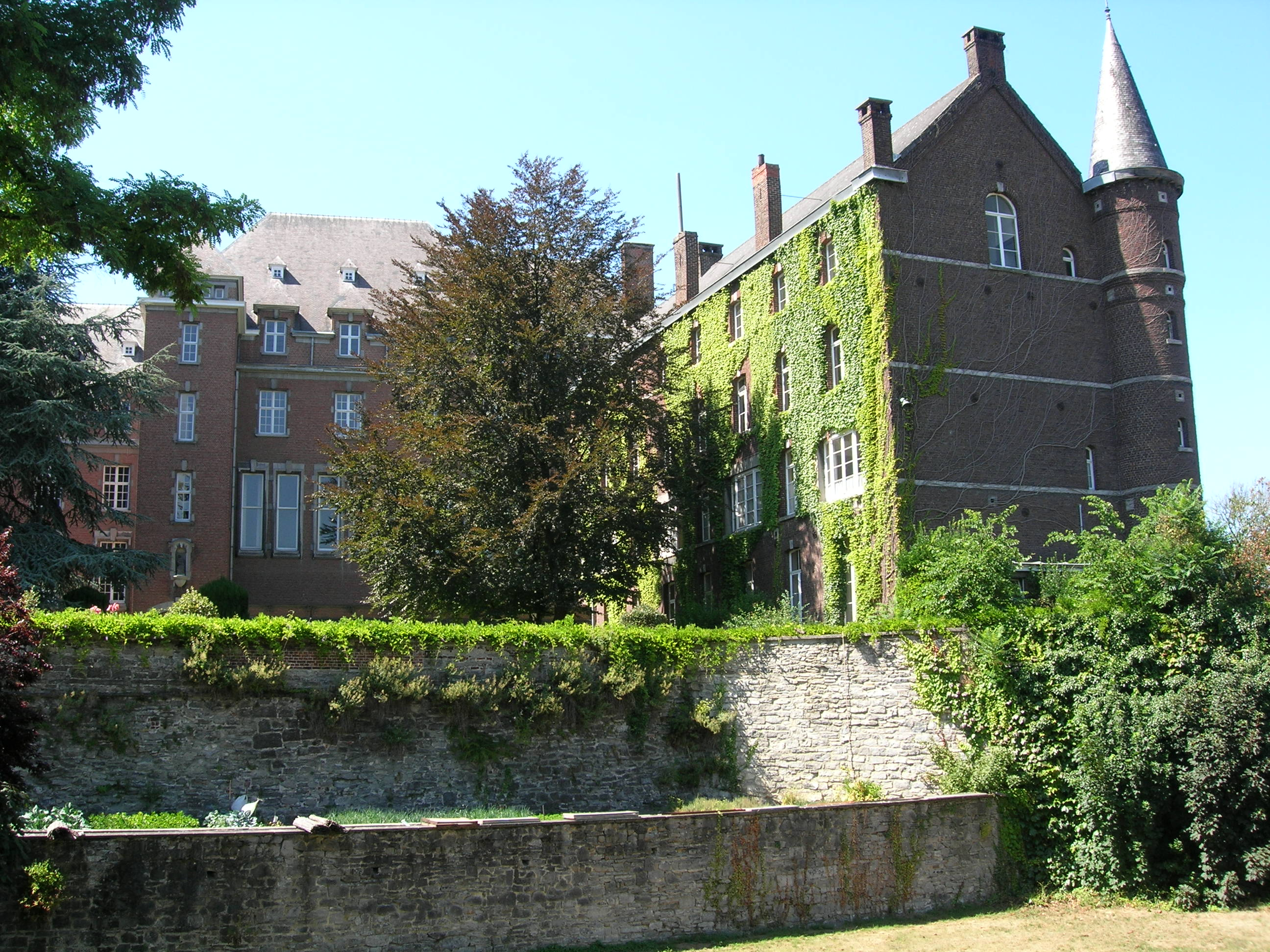
Il seminario di Tournai ha sede, dal 1808, nell'ex collegio dei Gesuiti, inaugurato nel 1595.

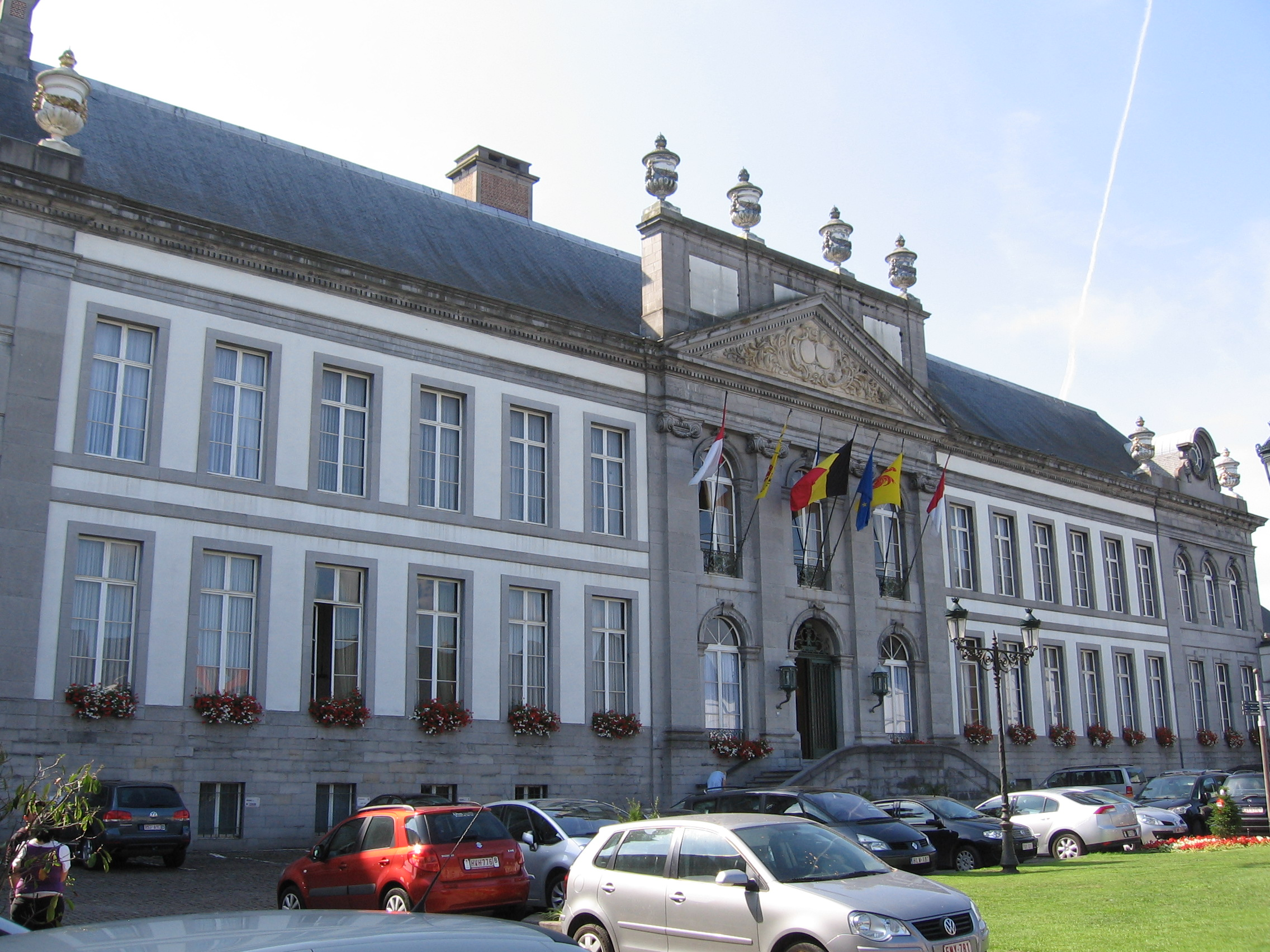
Il palazzo dell'antica abbazia di San Martino di Tournai, fondata nel VII secolo, è oggi sede dell'hôtel de ville.

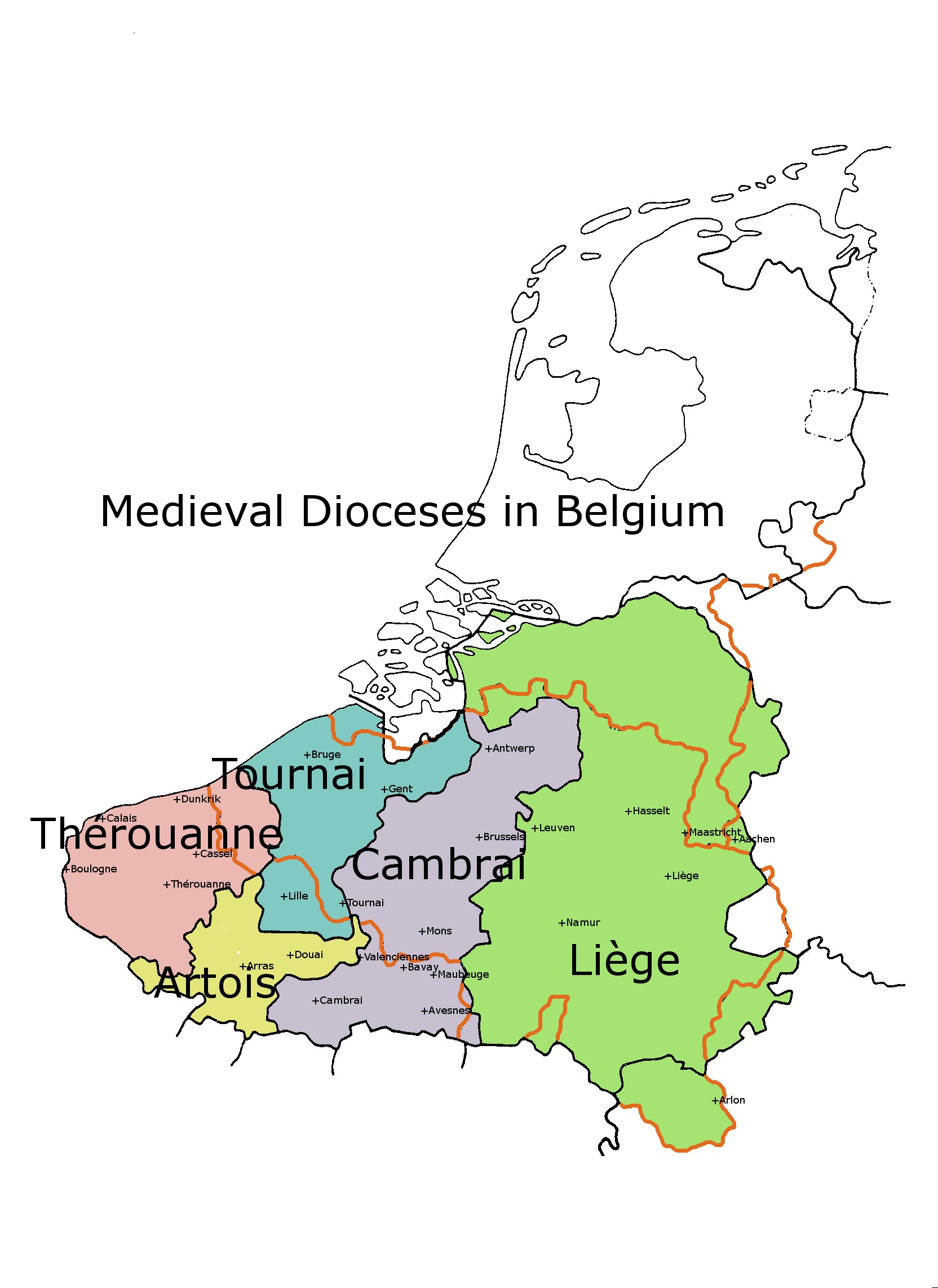
Mappa della diocesi di Tournai e delle altre diocesi in Belgio prima del 1559. La linea rossa indica i confini statali attuali.

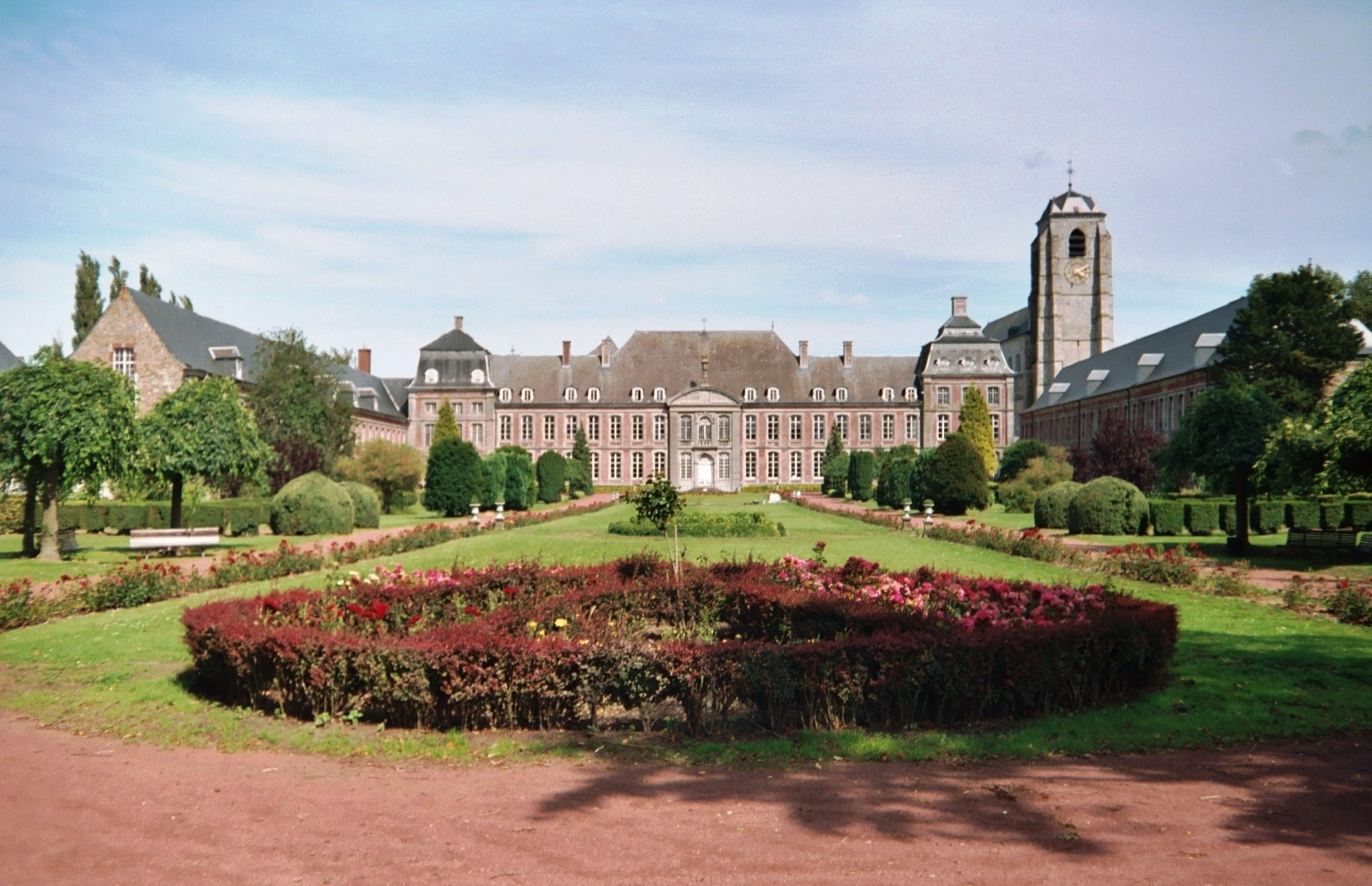
L'abbazia di Bonne-Espérance, fondata nel XII secolo.

La diocesi di Tournai (in latino Dioecesis Tornacensis) è una sede della Chiesa cattolica in Belgio suffraganea dell'arcidiocesi di Malines-Bruxelles. Nel 2023 contava 712.000 battezzati su 1.351.127 abitanti. È retta dal vescovo Guy Harpigny.

## Territorio
La diocesi comprende la provincia dell'Hainaut.
Sede vescovile è la città di Tournai dove si trova la cattedrale di Nostra Signora (Notre-Dame). Nel territorio diocesano si trovano anche tre basiliche minori: Notre-Dame de Bonne Espérance a Vellereille-les-Brayeux nel comune di Estinnes; Notre-Dame de Bonsecours a Bon-Secours nel comune di Péruwelz; Notre-Dame de Tongre a Tongre-Notre-Dame nel comune di Chièvres.
Il territorio si estende su 3.786 km² ed è suddiviso in 536 parrocchie.

## Storia
Nella seconda metà del III secolo san Piatone evangelizzò Turnacum, l'odierna Tournai, nel territorio dei Menapi. Secondo la tradizione sarebbe stato il primo vescovo, anche se manca un riscontro documentale. Le successive invasioni barbariche del IV secolo cancellarono la vita cristiana di Tournai, fino alla fine del V secolo.
La diocesi è stata eretta nel primo terzo del VI secolo da san Remigio, ricavandone il territorio dall'arcidiocesi di Reims, di cui divenne suffraganea. È tuttavia incerto se Tournai ebbe all'inizio dei vescovi propri, distinti da quelli di Noyon. La tradizione riconosce come vescovo certo di Tournai sant'Eleuterio; dopo di lui, all'epoca di san Medardo, le due diocesi sarebbero state unite, benché non fossero contigue. Secondo Duchesne invece l'unione sarebbe avvenuta alla fine del VI secolo o all'inizio del VII; infatti, dopo sant'Eleuterio, lo storico bretone riconosce come possibili vescovi di Tournai: Agrezio, episcopus Toronnicae, che prese parte ai concili di Orléans del 549 e di Parigi del 552; e un vescovo anonimo, di cui parla Gregorio di Tours, in occasione dell'assedio di Tournai nel 577.
Il vescovo Acario di Noyon, nella prima metà del VII secolo, si occupò attivamente della rievangelizzazione del territorio di Tournai, favorendo l'attività missionaria del vescovo itinerante sant'Amando, che in seguito venne nominato vescovo di Maastricht. Il successore di Acario, sant'Eligio, si recò di persona nel territorio tornacense, per continuare l'opera di Amando nella lotta contro il paganesimo, ancora molto attivo in quelle terre.
Nel 1146, su richiesta del canonico Letbert le Blond e dell'abate Hériman di San Martino, e grazie all'appoggio di san Bernardo, Tournai si divise dalla diocesi di Noyon; primo vescovo fu Anselmo, abate di San Vincenzo di Laon, consacrato nello stesso anno. Contestualmente fu edificata la nuova cattedrale, che venne consacrata il 9 maggio 1171.
La diocesi era molto grande ed era delimitata dalla diocesi di Thérouanne ad ovest, da quella di Arras a sud-ovest, dalla diocesi di Cambrai ad est e da quella di Utrecht a nord.
Al momento della restaurazione della sede comprendeva certamente due arcidiaconati, quello di Tournai e quello delle Fiandre. Alla fine del XIII secolo quest'ultimo fu diviso in due, dando origine agli arcidiaconati di Bruges e di Gand. Nel XIV secolo i tre arcidiaconati comprendevano 12 decanati:
- l'arcidiaconato di Tournai: i decanati di Tournai, Helchin, Courtrai, Lilla e Seclin;
- l'arcidiaconato di Bruges: i decanati di Bruges, Oudenburg e Aardenburg;
- l'arcidiaconato di Gand: i decanati di Gand, Roulers, Audenarde e Waes.

Dal 1483 al 1505 ebbe luogo lo scisma di Tournai: il papa elesse tre vescovi in successione, mentre il capitolo, in accordo con il re di Francia, oppose un vescovo di nomina capitolare, la cui morte pose termine allo scisma.
Con la riorganizzazione ecclesiastica dei Paesi Bassi operata da papa Paolo IV con la bolla Super Universas del 12 maggio 1559, furono create le diocesi di Bruges e di Gand scorporando i due arcidiaconati omonimi dal territorio dalla diocesi di Tournai, che contestualmente divenne suffraganea dell'arcidiocesi di Cambrai.
Durante la dominazione spagnola, che durò dal 1521 al 1667, continuò ad avere vescovi originari della regione, mentre la conquista della città da parte dei francesi impose sulla cattedra di Tournai prelati francesi, fino a quando nel 1713 il Trattato di Utrecht sancì la dominazione germanica.
Durante l'episcopato di Gilbert de Choiseul († 1689) fu istituito il seminario diocesano. Dal 1808 il seminario occupa l'ex collegio dei Gesuiti, arrivati a Tournai nel 1554.
In seguito al concordato con la bolla Qui Christi Domini di papa Pio VII del 29 novembre 1801 entrò a far parte della provincia ecclesiastica dell'arcidiocesi di Malines. Il territorio fu fatto coincidere con il dipartimento francese di Jemmapes, oggi non più esistente e sostituito nel 1830 dalla provincia belga dell'Hainaut; questo comportò l'annessione di circa 400 parrocchie sottratte ai territori delle sedi di Liegi e di Cambrai (alla quale però cedette tutti i territori facenti parte del dipartimento del Nord).
Nel 1967 il territorio diocesano è stato ingrandito con l'arrondissement di Mouscron, che apparteneva alla diocesi di Bruges.

## Cronotassi dei vescovi
Si omettono i periodi di sede vacante non superiori ai 2 anni o non storicamente accertati.
- Sant'Eleuterio † (prima metà del VI secolo)[5]
  - Sede unita a Noyon (VI secolo - 1146)
- Anselme † (1146 - 1149 deceduto)
- Gérard † (1149 - 1166 deceduto)
- Walter † (1166 - 19 agosto 1171 deceduto)
- Everard d'Avesnes † (1173 - 28 settembre 1191 deceduto)
- Étienne, O.S.B. † (1193 - 11 settembre 1203 deceduto)
- Gossuin de Beauffort † (1204 - 29 ottobre 1218 deceduto)
- Walter de Marvis † (1219 - 16 febbraio ? 1251 deceduto)
- Walter de Croix † (1252 - 14 febbraio 1261 deceduto)
- Jean Buchiau† (1261 - 1266 deceduto)
- Jean d'Enghien † (1267 - 28 luglio 1274 nominato vescovo di Liegi)
- Philippe Mus de Gand † (1275 - circa 1282 deceduto)
- Michel de Warenghien † (1283 - 1291 deceduto)
- Jean de Vassogne † (1292 - 1300 deceduto)
- Guy de Boulogne † (28 febbraio 1301 - 28 marzo 1324 nominato arcivescovo di Cambrai)
- Elie de Ventadour † (28 marzo 1324 - 1326 dimesso)
- Guillaume de Ventadour † (15 ottobre 1326 - 1333 deceduto)
- Théobald de Saussoire † (31 maggio 1333 - 1333 o 1334 deceduto)
- Andrea Ghilini † (12 settembre 1334 - 1342 dimesso)
- Jean des Prés † (25 settembre 1342 - 13 giugno 1349 deceduto)
- Pierre de la Foret † (24 luglio 1349 - 20 dicembre 1350 nominato vescovo di Parigi)
- Philippe d'Arbois † (3 gennaio 1351 - 1377 deceduto)
- Obbedienza avignonese:
  - Pierre d'Auxy † (18 maggio 1379 - ? deceduto)
  - Louis de la Trémouille † (2 marzo 1388 - 1410 deceduto)
  - Jean de Thoisy † (17 settembre 1410 - 2 giugno 1433 deceduto)
- Obbedienza romana:
  - Jean de West † (15 maggio 1380 - 6 giugno 1384 deceduto)
  - Guillaume de Coudenberghes † (14 marzo 1386 - 19 agosto 1393 nominato vescovo di Basilea)[6]
  - Guillaume † (4 agosto 1401 - ?)
- Jean d'Harcourt † (22 aprile 1433 - 5 novembre 1436 nominato arcivescovo di Narbona)
- Jean Chevrot † (5 novembre 1436 - 5 settembre 1460 nominato vescovo di Toul)
- Guillaume Fillâtre † (4 settembre 1460 - 11 agosto 1473 deceduto)
- Ferry de Clugny † (8 ottobre 1473 - 7 ottobre 1483 deceduto)
- Jean Monissart † (15 ottobre 1483 - 11 agosto 1491 deceduto)
  - Antonio Pallavicini Gentili  † (19 agosto 1491 - 1497 dimesso) (amministratore apostolico)
- Pierre Quicke, O.Cist. † (20 dicembre 1497 - 1506 dimesso)
- Charles de Hautbois † (9 marzo 1506 - 1513 dimesso)
- Louis Guillard † (8 giugno 1513 - 29 marzo 1525 nominato vescovo di Chartres)
- Charles de Croy † (29 marzo 1525 succeduto - 13 dicembre 1564 deceduto)
- Guibert D'Ongnies † (6 luglio 1565 - 25 agosto 1574 deceduto)
- Pierre Pintaflour † (4 maggio 1575 - 10 aprile 1580 deceduto)
- Maximilien Morillon † (24 gennaio 1583 - 27 marzo 1586 deceduto)
- Jean Vendeville † (15 giugno 1588 - 15 ottobre 1592 deceduto)
  - Louis de Berlaymont † (1593 - 15 febbraio 1596 deceduto) (amministratore apostolico)
- Michel d'Esne † (15 settembre 1597 - 1º ottobre 1614 deceduto)
- Jacob Maximilien Villain † (2 dicembre 1615 - 29 novembre 1644 deceduto)
- François Villain † (19 novembre 1646 - 28 dicembre 1666 deceduto)
  - Sede vacante (1666-1670)
- Gilbert de Choiseul du Plessis Praslin † (22 dicembre 1670 - 31 dicembre 1689 deceduto)
- François de Caillebot de La Salle † (5 maggio 1692 - marzo 1705 dimesso)
- Louis-Marcel de Coëtlogon-Méjusseaume † (7 settembre 1705 - 18 aprile 1707 deceduto)
- René-François de Beauvau du Rivau † (19 dicembre 1707 - 20 maggio 1713 dimesso[7])
- Johann Ernst von Löwenstein-Wertheim-Rochefort † (22 maggio 1713 - 26 luglio 1731 deceduto)
- Franz Ernst von Salm-Reifferscheid † (3 marzo 1732 - 16 giugno 1770 deceduto)
  - Sede vacante (1770-1776)
- Wilhelm Florentin von Salm-Salm † (20 maggio 1776 - 23 settembre 1793 nominato arcivescovo di Praga)
  - Sede vacante (1793-1802)
- François Joseph Hirn † (10 luglio 1802 - 17 agosto 1819 deceduto)
  - Sede vacante (1819-1829)
- Jean-Joseph Delplancq † (18 maggio 1829 - 27 luglio 1834 deceduto)
- Gaspard-Joseph Labis † (6 aprile 1835 - 16 novembre 1872 deceduto)
- Edmond-Joseph Dumont † (23 dicembre 1872 - 22 novembre 1879 dimesso)
- Isidore-Joseph du Rousseaux † (12 novembre 1880 - 23 settembre 1897 deceduto)
- Charles-Gustave Walravens † (16 dicembre 1897 - 19 febbraio 1915 deceduto)
- Amédée Crooy † (6 dicembre 1915 - 27 novembre 1924 deceduto)
- Gaston-Antoine Rasneur † (30 gennaio 1924 - 23 novembre 1939 deceduto)
- Louis Delmotte † (24 gennaio 1940 - 8 luglio 1945 dimesso[8])
- Etienne Carton de Wiart † (8 luglio 1945 - 30 luglio 1948 deceduto)
- Charles-Marie Himmer † (29 dicembre 1948 - 2 luglio 1977 ritirato)
- Jean Huard † (2 luglio 1977 - 4 ottobre 2002 deceduto)
- Guy Harpigny, dal 22 maggio 2003

## Statistiche
La diocesi nel 2023 su una popolazione di 1.351.127 persone contava 712.000 battezzati, corrispondenti al 52,7% del totale.
| anno | popolazione | popolazione | popolazione | presbiteri | presbiteri | presbiteri | presbiteri                | diaconi | religiosi | religiosi | parrocchie |
| anno | battezzati  | totale      | %           | numero     | secolari   | regolari   | battezzati per presbitero | diaconi | uomini    | donne     | parrocchie |
| ---- | ----------- | ----------- | ----------- | ---------- | ---------- | ---------- | ------------------------- | ------- | --------- | --------- | ---------- |
| 1950 |             | 1.248.000   | 0,0         | 1.430      | 1.150      | 280        | 0                         |         | 900       | 4.500     | 554        |
| 1969 | 1.130.000   | 1.331.677   | 84,9        | 1.574      | 1.165      | 409        | 717                       |         | 709       | 3.981     | 519        |
| 1980 | 1.182.000   | 1.313.294   | 90,0        | 1.272      | 937        | 335        | 929                       | 22      | 335       | 3.100     | 584        |
| 1990 | 1.000.000   | 1.271.649   | 78,6        | 934        | 663        | 271        | 1.070                     | 37      | 271       | 1.735     | 584        |
| 1999 | 950.000     | 1.284.347   | 74,0        | 681        | 518        | 163        | 1.395                     | 33      | 189       | 1.190     | 584        |
| 2000 | 920.000     | 1.284.347   | 71,6        | 649        | 490        | 159        | 1.417                     | 33      | 160       | 1.230     | 584        |
| 2001 | 910.000     | 1.280.427   | 71,1        | 620        | 477        | 143        | 1.467                     | 34      | 143       | 1.102     | 584        |
| 2002 | 900.000     | 1.284.761   | 70,1        | 593        | 456        | 137        | 1.517                     | 39      | 137       | 1.075     | 584        |
| 2003 | 900.000     | 1.279.823   | 70,3        | 570        | 440        | 130        | 1.578                     | 36      | 130       | 1.042     | 624        |
| 2004 | 900.000     | 1.279.467   | 70,3        | 548        | 418        | 130        | 1.642                     | 34      | 130       | 992       | 584        |
| 2010 | 904.905     | 1.291.850   | 70,0        | 460        | 366        | 94         | 1.967                     | 34      | 238       | 684       | 576        |
| 2014 | 994.000     | 1.328.760   | 74,8        | 366        | 277        | 89         | 2.715                     | 38      | 178       | 480       | 575        |
| 2017 | 650.000     | 1.337.759   | 48,6        | 286        | 208        | 78         | 2.272                     | 40      | 158       | 380       | 572        |
| 2020 | 708.400     | 1.344.241   | 52,7        | 273        | 202        | 71         | 2.594                     | 39      | 87        | 360       | 550        |
| 2022 | 709.301     | 1.345.947   | 52,7        | 247        | 189        | 58         | 2.871                     | 39      | 76        | 287       | 547        |
| 2023 | 712.000     | 1.351.127   | 52,7        | 242        | 183        | 59         | 2.942                     | 38      | 77        | 289       | 536        |